# Högbondens naturreservat
Högbonden är ett naturreservat i Nordingrå socken i Kramfors kommun, Ångermanland.
Naturreservatet, som ingår i världsarvet Höga kusten, bildades 1987 och består av öarna Högbonden, Höglosmen och Furan och vattnet omkring dessa. Totalt är reservatet 347 hektar, därav 88 hektar land. Jordlagret är tunt på alla öarna, som karaktäriseras av kalspolade klippor, men här växer gles hällmarkstallskog och i sprickor kan man hitta Höga Kustens speciella karaktärsväxt strandtrav, (Cardaminopsis petraea). Här hittar man också saltgräs, krypven, stubbtåg och östersjötåg.

## Högbonden
Högst på ön står Högbondens fyr, Sveriges näst högst belägna fyr.
Till ön kommer man sommartid med vandrarhemmets båt, som avgår efter tidtabell från Bönhamn eller Barsta.

## Höglosmen
Höglosmen är den till ytan största ön i reservatet.
På öns västsida låg fram till 1700-talet ett fiskeläge kallat Grönviken, som nyttjades av Gävlefiskarna.
Här uppfördes 1659 ett kapell som flyttades till Bönhamn när fisket upphörde.
På Höglosmen finns Fågelberget där många flyttfåglar stannar till. Fågelspillningen gör att näringskrävande växter kan växa här. Mossarten saltulota (Ulota phyllantha) har sin nordligaste växtplats i Sverige här. Saltulotan har en västlig utbredning och är mindre allmän i Sverige.

## Furan
Furan är den minsta av de tre öarna i naturreservatet. Den är belägen i reservatets nordvästra del.

## Bilder

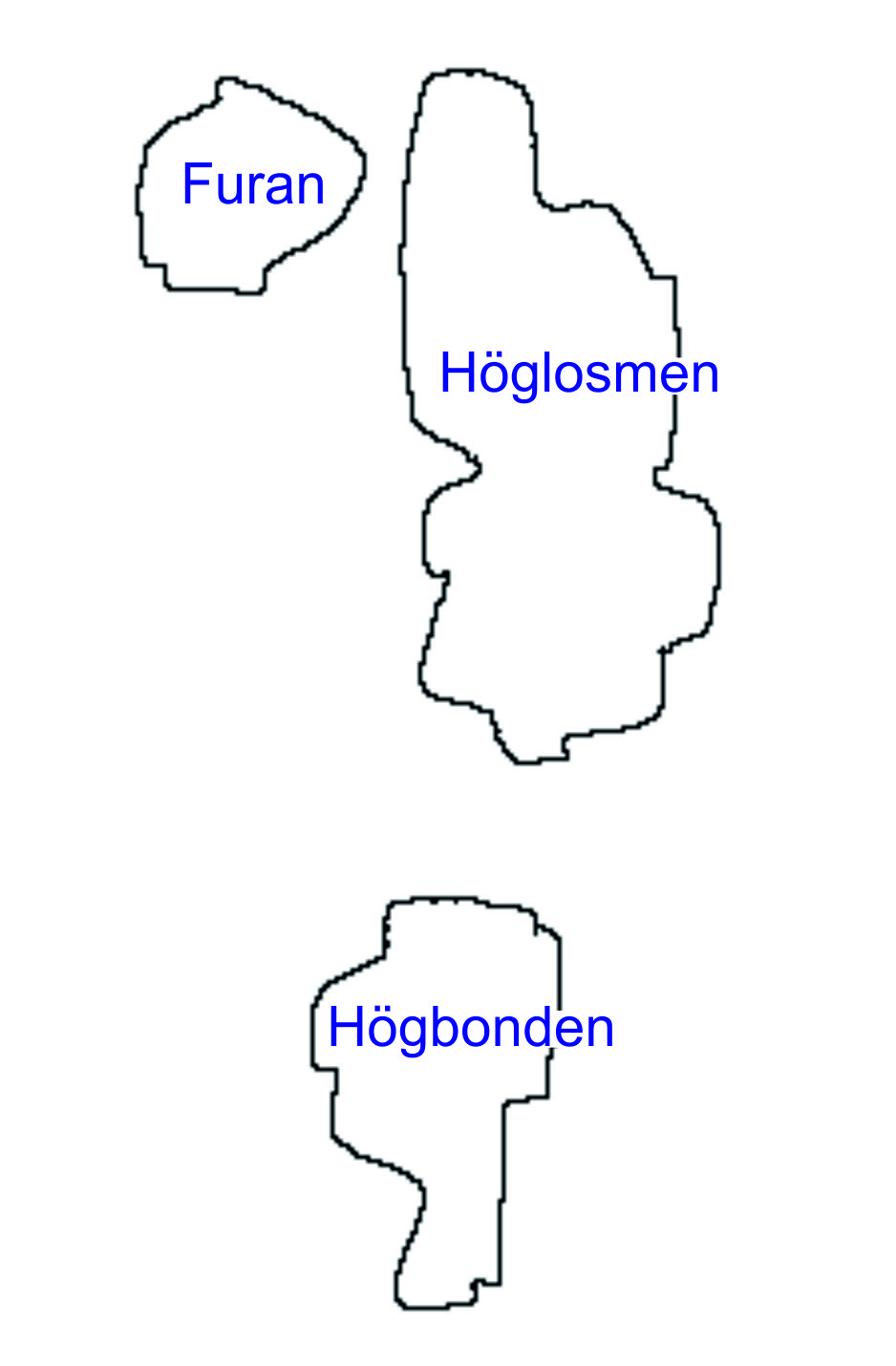
Enkel kartskiss som visar öarnas inbördes läge.
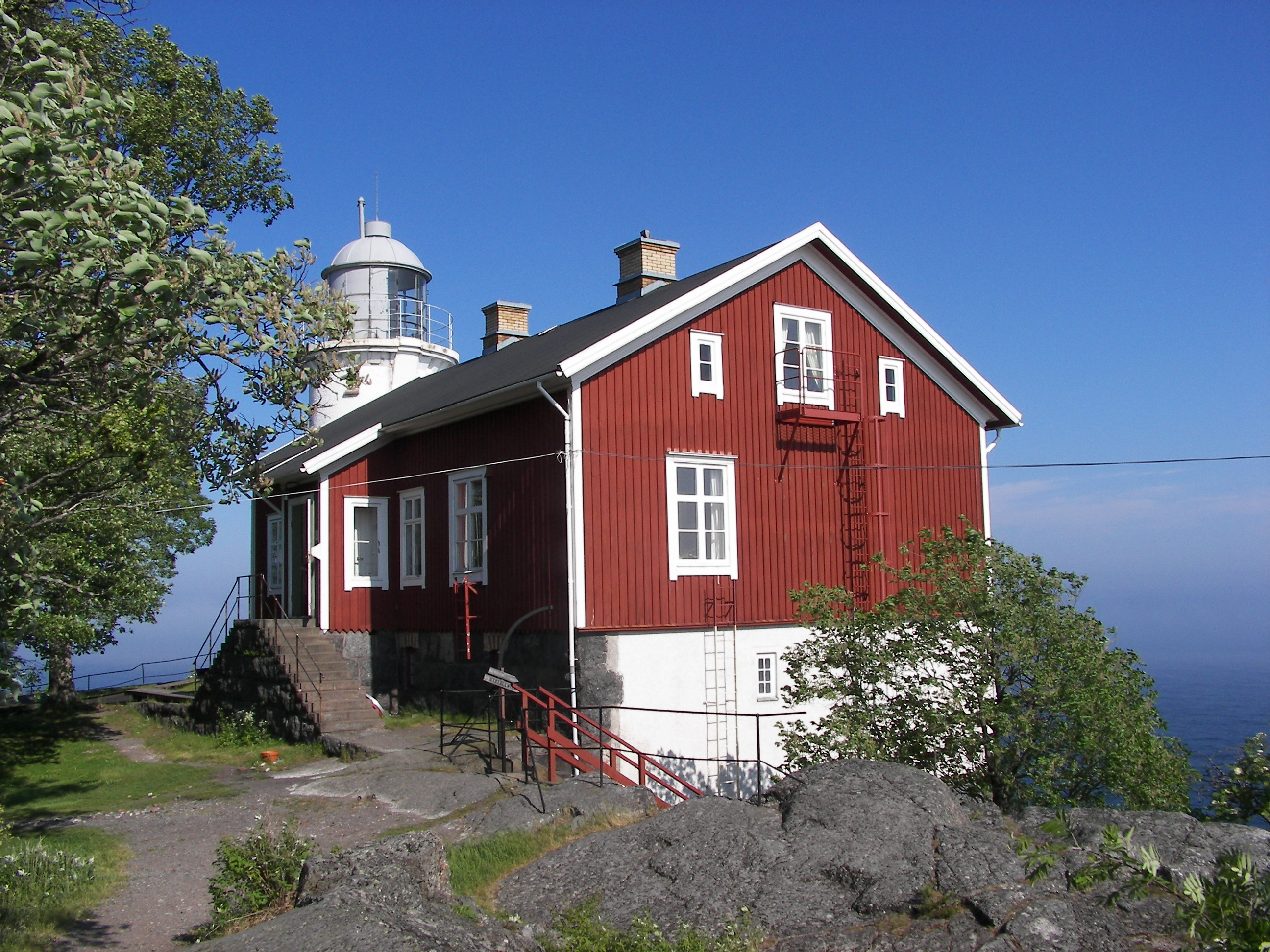
Fyren med fyrvaktarbostaden.
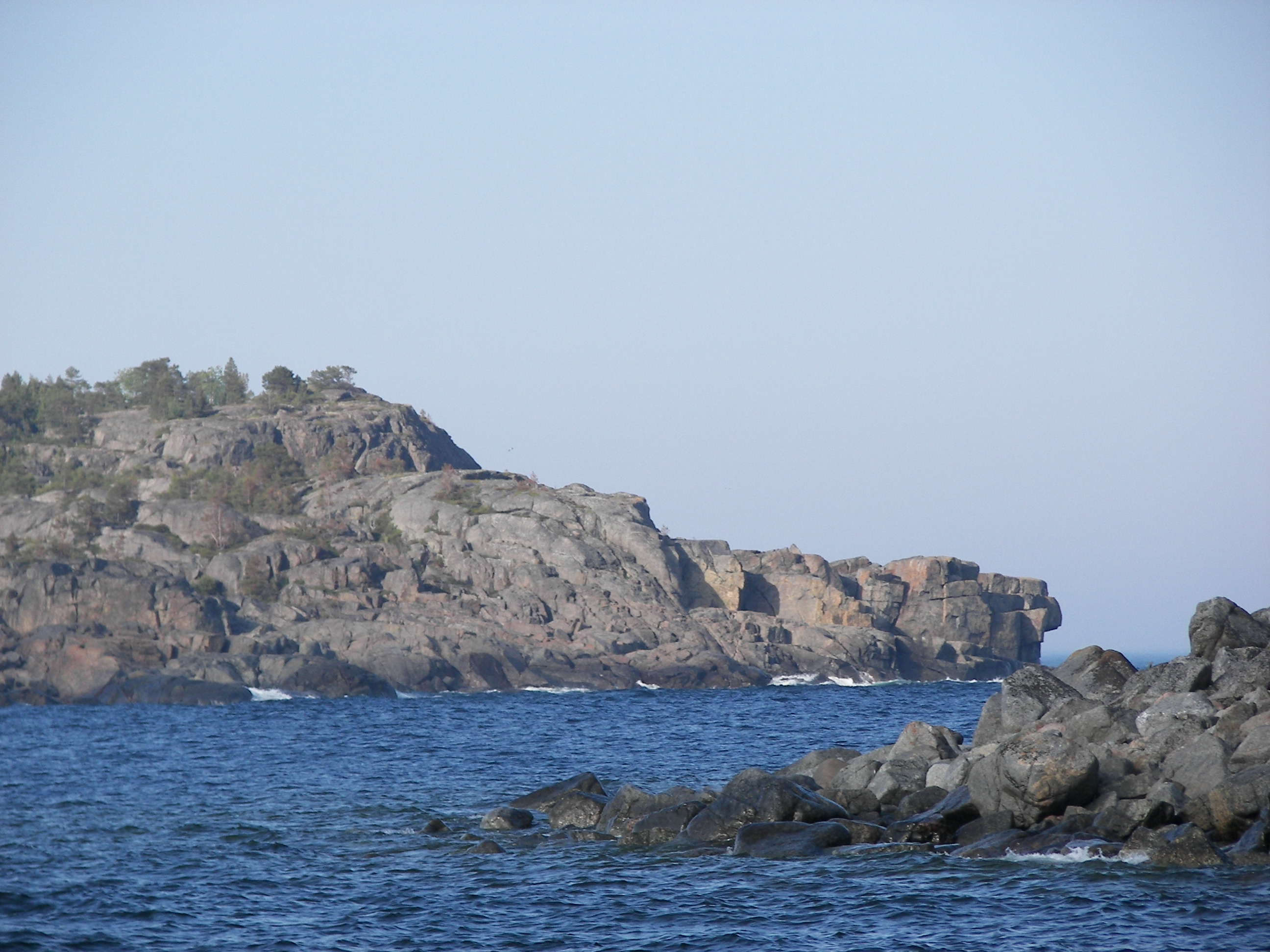
Malviksudden på Höglosmen.